# ちょっと盛りました。
『ちょっと盛りました。』（ちょっともりました。）はにしもとひでおによる日本のレポート漫画作品。通称「ちょい盛り」。正式タイトルは『読者専用検索エンジン ちょっと盛りました。』（どくしゃせんようけんさくエンジン ちょっともりました。）である。単行本全4巻。

## 作品紹介
前作『もう、しませんから。』の最終回において森川ジョージとの対決に敗れ、公約どおりに「タイトルを変更する」ということで開始された作品。実質的には、もうしまの改題リニューアルで、内容はほとんど変わらないが、画調は若干変更されている。また、作者名も漢字表記から平仮名表記へと改名された。話数の表記も「File.●●」から「第●●回」に変更。
なお、前作では「西本漫画は人気がイマイチ」などと自虐していたが、決して前作が不人気で打ち切られたわけではなく、作品開始時点で公式Twitterのフォロワーは4300人以上で、これはライバル森川ジョージの5400人強（2012年6月時点）に匹敵する数字であった。

## 登場人物

### レギュラー
にしもとひでお
本作の主人公。前作に引き続き主演と原作を務める。第一回からいきなり真島に下品な質問を飛ばすなど、キャラも変わっていない。運動神経は意外とあるが、体力が無いため長続きせず、体が硬いため柔軟性が必要なことは苦手。どんちゃんをはじめとする女性にセクハラをすることが多いが、必ず手痛いしっぺ返しを食う。
どんちゃん
もうしま末期より赴任した女性記者。苗字は井谷だが、結局出たのは「もうしま」初登場時のみで、「ちょい盛り」ではずっとどんちゃんだった。公式twitterの管理も行っている。にしもとやタクマにセクハラをされて手痛い制裁を加えるのがおなじみ。見た目やスタイルのせいか、街コン潜入でモテモテになり、困惑していた。連載最後まで担当を務めたが、期間としては「もうしま」から数えても前任の小澤より短い。高所恐怖症は相変わらずで、東京スカイツリーのオープン初日取材も、チケットが2枚しかないとわかった際に自分から辞退している。
タクマ記者
もうしまより引き続き登場。女好きは変わらないが、第34回で結婚したことが判明。第56回を最後に担当を交代した。

#### ヒラノ記者
タクマに代わって担当に加入。第56回で初登場。バンジーに挑戦しながら結局ギブアップするヘタレ。ロン毛であまり表情が変わらない。が、しょこたんにはデレていた。第74回を最後に担当を交代。史上最短担当となった。

#### オオタ記者
ヒラノに代わって担当に加入。第75回で初登場。イガグリ頭でデザインセンスが無い。吉河美希を案内する時に鳥カフェと間違えて焼き鳥屋に連れて行ってしまう、天然なところがある。最後の新加入担当となった。

#### 森田編集長
週刊少年マガジンの頂点に立つ人物。第一回ではにしもとを激励するのかと思いきや、いきなり打ち切りを示唆するなど、かなり手厳しい人物である。第56回で交代したことが判明。

#### スガワラ編集長
森田の後任。大男で、全身にある無数の傷跡を隠すためにいつも鉄仮面をかぶっているらしい。喋り方は至って普通。編集時代は寺嶋裕二（ダイヤのA）の担当だったことがある。

### 漫画家・原作者（五十音順）
以下は全て『週刊少年マガジン』・『マガジンSPECIAL』（または他社の連載誌）に連載中の漫画家・漫画原作者。2度以上登場している人も多い。
赤松健（あかまつ けん）
『魔法先生ネギま!』『UQ HOLDER!』の作者。にしもとに「ちょい盛りになってから体を張らなくなった」と指摘、「ブランクを埋めるためにちょっと（赤松氏の仕事場マンションの）ベランダから落ちてみれば」と無茶振りした（ネタではなく本当に言ったらしい）。
榎本智（えのもと さとし）
『男魂ロック』の作者。もうしまでは登場せず、ちょい盛りで初登場。元不良で態度がそれっぽかったことから、にしもとから「今まで何人殺したの？」と言われ、慌てて「誰も殺していません！」と返している。森川ジョージにケンカを売ってしまったことがある。
大今良時（おおいま よしとき）
『聲の形』の作者。女性。以前から本作にインタビューを受けたかったらしく、本作を漫画界の『笑っていいとも!』と評し、にしもとを「漫画界のタモリ」と評している。
久保ミツロウ（くぼ ミツロウ）
『アゲイン!!』の作者。もうしまに続いて登場しているが、以前の自画像にあったヒゲが無くなり、本人の実物に似せたものになっている。長身でスタイルが良いらしいが、もうしまで巨乳に描かれていたのは本人のリクエストだったことが判明。にしもとが自身のラジオ番組に出演した際、彼やその場にいない森川ジョージ、さらにどんちゃんまで標的にして少年漫画にあるまじき妄想&下ネタを連発、さすがににしもとに諫められた。
さとうふみや
『金田一少年の事件簿』『探偵学園Q』の作画担当。「もうしま」ではFile.57の「オペラ座館第三の殺人」の犯人当て対決に登場していた。「ちょい盛り」では本屋でアルバイトをしていた時お金に困っていたエピソードを紹介している。
真島ヒロ（ましま ヒロ）
『RAVE』『FAIRY TAIL』の作者。作中では「ヒロ君」「真島さん」などと呼ばれる。にしもとを「兄キ」と呼ぶ。
記念すべきリニューアル第一回の取材先で、タイトル通り仕事場を国会議事堂のごとく盛られて登場。
FTのレビィやウェンディの誕生秘話を語ったほか、尊敬する作家として、森川の名を挙げた。
また、にしもとからの嘆願で読者から魔法使いを募集する企画を提案され、実際にコンテストを行うことを了承した。
森川ジョージ（もりかわ ジョージ）
マガジン史上最長連載の看板作品『はじめの一歩』の作者で、週マガの重鎮。本作を改題させた張本人。第一話にて「読者のパシリになれ」との指令を西本に出す。ツーリングの約束をすっぽかした（実際はスケジュールが合わなかっただけらしい）ことで、雷句誠を憎んでいる。

### その他ゲスト
壇蜜（だんみつ）
3巻に登場。タレント・女優・グラビアアイドル。『週刊ヤングマガジン』の企画の打ち合わせのついでにインタビューを受ける。その妖艶な姿に、にしもと・タクマを悩殺。また、自身も気に入った漫画を単行本で買う程度に漫画が好きで、『マガジン』は雑誌でも買って読んでいることを話している。

#### 中川翔子（なかがわ　しょうこ）
4巻に登場。オタクアイドルとして有名になった芸能人。通称「しょこたん」。もうしまでは西本が彼女のラジオ番組に出演したり出演イベントにお邪魔するばかりで、複数回登場していながら1度も「もうしまが呼んだゲスト」としての登場は無かったが、ちょい盛りで初のゲスト登場を果たした。にしもととマガジン愛テスト対決を行い、圧倒的な画力で完勝した。

## 書籍
- にしもとひでお 『ちょっと盛りました。』 講談社コミックス、全4巻

1. 2013年4月17日初版発行・発売 ISBN 978-4-06-384855-7
表紙：にしもとひでお、タクマ
2. 2013年8月16日初版発行・発売 ISBN 978-4-06-394920-9
表紙：にしもとひでお、タクマ
3. 2014年1月17日初版発行・発売 ISBN 978-4-06-395002-1
表紙：にしもとひでお
4. 2014年7月17日初版発行・発売 ISBN 978-4-06-395130-1
表紙：にしもとひでお、タクマ